# Le Mans Series 2025
Le Mans Series 2025 är den tjugoförsta säsongen av den europeiska långdistansserien för sportvagnar och GT-bilar, Le Mans Series. Säsongen omfattar sex deltävlingar.

## Tävlingskalender
| Datum             | Tävling               |
| ----------------- | --------------------- |
| 6 april 2025      | Barcelona 4-timmars   |
| 4 maj 2025        | Castellet 4-timmars   |
| 6 juli 2025       | Imola 4-timmars       |
| 24 augusti 2025   | Spa 4-timmars         |
| 14 september 2025 | Silverstone 4-timmars |
| 18 oktober 2025   | Portimao 4-timmars    |